# Salomonmonark
Salomonmonark (Symposiachrus barbatus) är en fågel i familjen monarker inom ordningen tättingar.

## Utseende och läte
Salomonmonarken är en liten och svartvit monaker. Undersidan är vit förutom svart på strupe och bröst. Ovansidan är svart, inklusive hjässan. Den har vitt på kinden och i en fläck på vingen. Bland lätena hörs ljusa visslingar och hårda grälande toner.

## Utbredning och systematik
Salomonmonark förekommer i Salomonöarna, på öarna Bougainville, Guadalcanal, Choiseul och Santa Isabel. Tidigare inkluderades även malaitamonarken (S. malaitae) i arten, men denna urskiljs sedan 2016 som egen art av Birdlife International och naturvårdsunionen IUCN, sedan 2024 även av IOC.

### Släktestillhörighet
Fågeln placerades liksom många andra monarkarter i släktet Monarcha, men genetiska studier visar att den endast är avlägset släkt och bryts nu tillsammans med ett stort antal andra arter ut till släktet Symposiachrus.

## Levnadssätt
Salomonmonarken hittas mestadels ursprunglig skog, framför allt i stånd med bambu.

## Status
IUCN kategoriserar salomonmonarken som livskraftig.